# Deniz Tepe (sit SPA)
Deniz Tepe este o zonă protejată (arie de protecție specială avifaunistică - SPA) situată în Dobrogea, pe teritoriul administrativ al județului Tulcea.

## Localizare
Aria naturală se află în partea central-estică a județului Tulcea și cea sudică a satului Lăstuni, aproape de drumul național DN22 care leagă orașul Babadag de municipiul Tulcea. Centrul sitului Deniz Tepe este situat la coordonatele 44°59′47″N 28°40′57″E / 44.996411°N 28.682455°E.

## Descriere
Zona a fost declarată Arie de Protecție Specială Avifaunistică prin Hotărârea  de Guvern nr. 1284 din 24 octombrie 2007 (privind declararea ariilor de protecție specială avifaunistică ca parte integrantă a rețelei ecologice europene Natura 2000 în România) și se întinde pe o suprafață de 1.900 hectare.
Aria protejată (încadrată în bioregiunea geografică stepică) reprezintă o zonă naturală (pășuni, stepe, terenuri arabile cultivate, pajiști naturale) ce asigură condiții de hrană, cuibărit și viețuire pentru mai multe specii de păsări migratoare, de pasaj, răpitoare și berze pentru iernat.

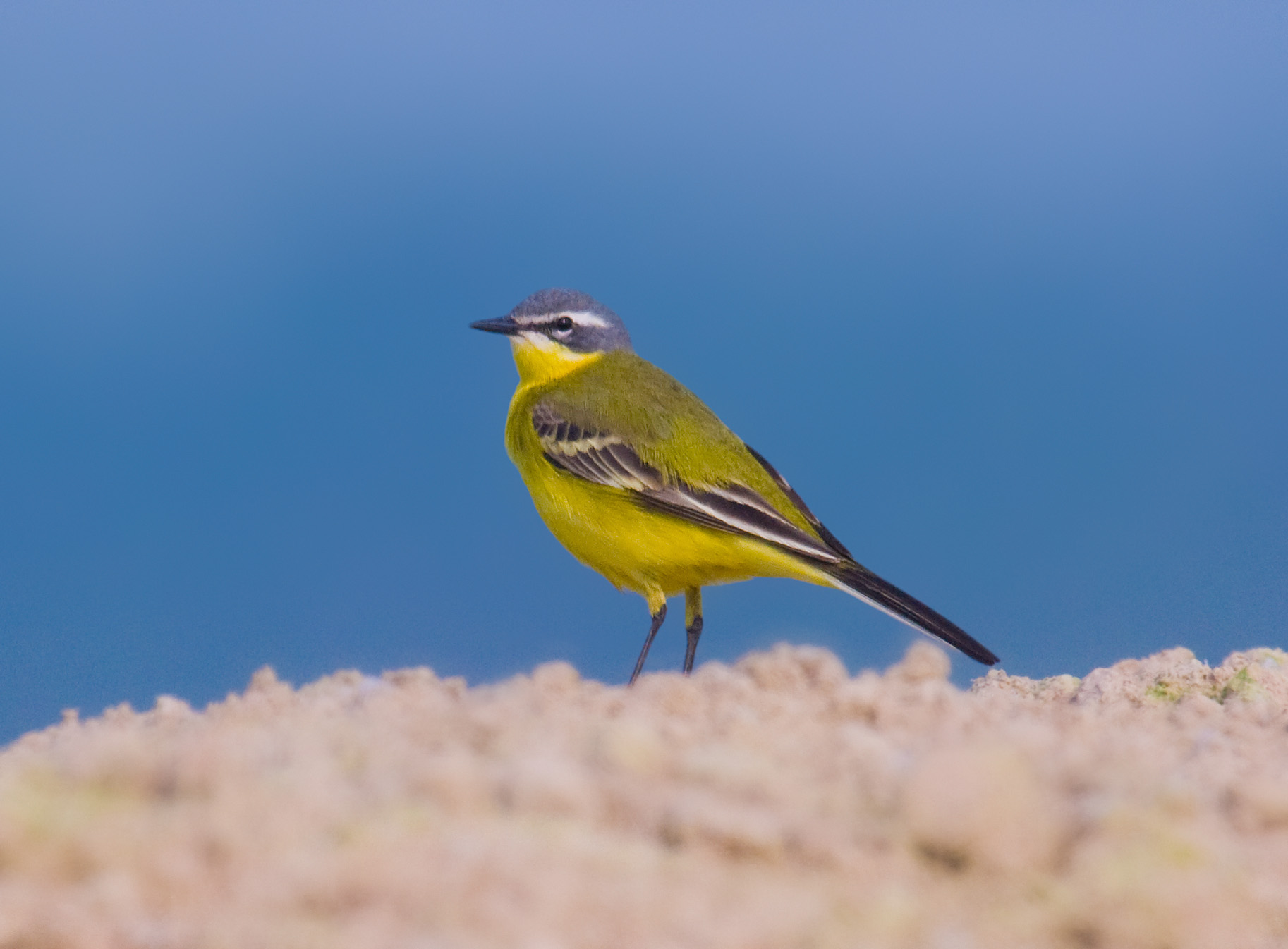
Codobatură galbenă (Motacilla flava)

În arealul sitului este semnalată prezența mai multor păsări cu specii de: acvilă-țipătoare-mare (Aquila clanga), bufniță (Bubo bubo), acvilă de câmp (Aquila heliaca), uliu cu picioare scurte (Accipiter brevipes), ciocârlie de câmp (Alauda arvensis), fâsă de câmp (Anthus campestris), acvilă-țipătoare-mică (Aquila pomarina), pasărea ogorului (Burhinus oedicnemus), barză albă (Ciconia ciconia), barză neagră (Ciconia nigra), șorecar mare (Buteo rufinus), ciocârlie-cu-degete-scurte (Calandrella brachydactyla), caprimulg (Caprimulgus europaeus), șerpar (Circaetus gallicus), erete de stuf (Circus aeruginosus), dumbrăveancă (Coracias garrulus), stăncuță (Corvus monedula), vânturel roșu (Falco tinnunculus), acvilă pitică (Hieraaetus pennatus), sfrâncioc roșiatic (Lanius collurio), codobatura galbenă (Motacilla flava), codroș de munte (Phoenicurus ochruros), pietrar negru (Oenanthe pleschanka), prigoare (Merops apiaster), ciocârlan (Galerida cristata) sau mierlă (Turdus merula).

## Căi de acces
- Drumul național DN22 pe ruta: Ovidiu - Palazu Mic -  Mihai Viteazu - Babadag - Rândunica